# Mitsubishi Heavy Industries Football Club 1965
Questa voce raccoglie le informazioni riguardanti il Mitsubishi Heavy Industries nelle competizioni ufficiali della stagione 1965.

## Stagione
Grazie al quarto posto ottenuto in All Japan Business Football Championship, il Mitsubishi Heavy Industries ricevette l'invito a prendere parte alla neocostituita Japan Soccer League, accettando. Nell'ultimo anno con Yoshisada Okano alla guida della squadra, il Mitsubishi Heavy Industries esordì nel massimo campionato di calcio nazionale ottenendo un risultato di media classifica, immediatamente a ridosso delle posizioni valide per l'accesso in Coppa dell'Imperatore.

## Maglie e sponsor
In conformità con il regolamento della Japan Soccer League, alla tradizionale divisa di colore rosso e bianco ne viene introdotta una interamente bianca, destinata alle gare interne.
| Manica sinistra · Manica sinistra · Maglietta · Maglietta · Manica destra · Manica destra · Pantaloncini · Calzettoni |

## Rosa
| N. |                     | Ruolo | Calciatore       |
| -- | ------------------- | ----- | ---------------- |
|    | Giappone (bandiera) | P     | Tomohiko Ikoma   |
|    | Giappone (bandiera) | D     | Hiroshi Katayama |
|    | Giappone (bandiera) | C     | Motoaki Inukai   |
|    | Giappone (bandiera) | C     | Kenji Mori       |
|    | Giappone (bandiera) | C     | Yasuo Shimizu    |

| N. |                     | Ruolo | Calciatore       |
| -- | ------------------- | ----- | ---------------- |
|    | Giappone (bandiera) | C     | Shōzō Tsugitani  |
|    | Giappone (bandiera) | A     | Akira Kitaguchi  |
|    | Giappone (bandiera) | A     | Hiroshi Ninomiya |
|    | Giappone (bandiera) |       | Tadao Murata     |

## Statistiche

### Statistiche di squadra
| Competizione        | Punti | Totale | Totale | Totale | Totale | Totale | Totale | DR  |
| Competizione        | Punti | G      | V      | N      | P      | Gf     | Gs     | DR  |
| ------------------- | ----- | ------ | ------ | ------ | ------ | ------ | ------ | --- |
| Japan Soccer League | 9     | 14     | 4      | 1      | 9      | 24     | 39     | -15 |